# 小棘蛙
小棘蛙（学名：Quasipaa exilispinosa）为棘胸蛙屬的两栖动物，是中国的特有物种。分布于福建、湖南、广西、香港等地。该物种的模式产地在福建戴云山。